# Theobald von Fuchs

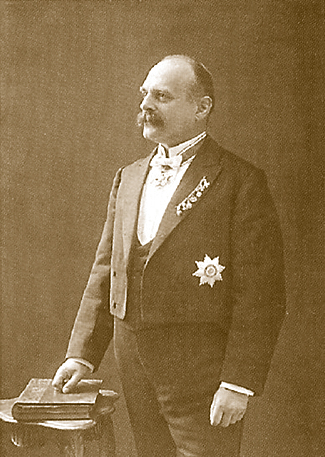
Theobald Ritter von Fuchs (1910)

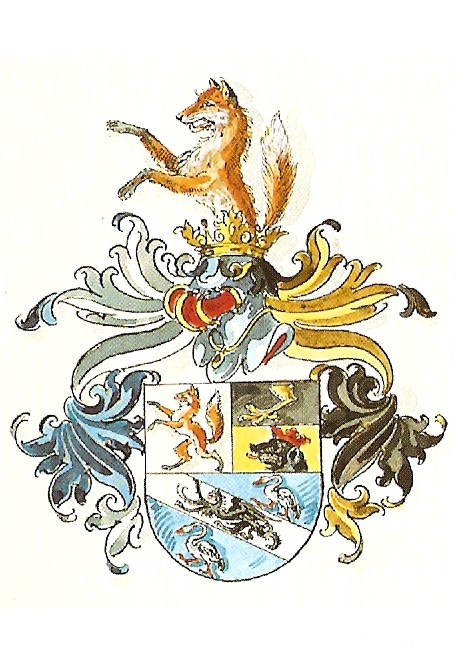
Wappen des Ritter von Fuchs (1910)

Theobald Fuchs, seit 1910 Ritter von Fuchs, (* 30. Juni 1852 in Schrobenhausen, Oberbayern; † 1. Februar 1943 in Garmisch, Oberbayern) war ein bayerischer Verwaltungsjurist und Politiker.

## Leben
Fuchs kam als Sohn eines Steuerbeamten zur Welt, besuchte von 1858 bis 1863 die Volksschule in Schrobenhausen und von 1863 bis 1871 das Humanistische Gymnasium in Neuburg an der Donau. Anschließend studierte er 1871 bis 1875 Rechtswissenschaften an der Universität München, absolvierte von 1875 bis 1878 die Rechtspraktikantenzeit (Referendariat) und fand seine erste Anstellung am Bezirksgericht München I. Zum 1. Januar 1880 wurde er aufgrund einer eigenen Bewerbung rechtskundiger Bürgermeister der oberfränkischen Stadt Forchheim. Bereits mit Schreiben vom 17. November 1882 bewarb sich Fuchs um das Bürgermeisteramt in Kissingen (erst ab 1883 Bad Kissingen), wurde noch im selben Jahr vom Kissinger Gemeinde-Collegium einstimmig zum rechtskundigen Bürgermeister gewählt (zunächst auf Probe) und erhielt seine Amtseinweisung am 3. Januar 1883. Nach seiner Wiederwahl erhielt er das Amt ab dem 1. Januar 1886 auf Lebenszeit; am 1. Juli 1886 wurde ihm durch Magistratsbeschluss das Bürgerrecht verliehen.
In seiner Amtszeit als Bürgermeister konnte Fuchs zahlreiche gekrönte Häupter aus ganz Europa und Persönlichkeiten der internationalen Diplomatie in der Kurstadt empfangen. Außerdem wurde 1883 Kissingen zum „königlich bayerischen Bad“ erhoben und erreichte 1908 die Kreisfreiheit. Zu diesem feierlichen Anlass trug Fuchs erstmals die speziell aus diesem Grund vom bayerischen Hofgoldschmied Theodor Heiden im Jahr 1907 gefertigte Amtskette, die noch heute vom jeweiligen Oberbürgermeister getragen wird.
Nach einer schweren Operation im April 1917 ließ sich Fuchs zum 1. Oktober 1917 als Bürgermeister von Bad Kissingen in den Ruhestand versetzen. Im September 1917 zog er nach München, nach dem Tod seiner Frau im Jahr 1931 nach Garmisch. Dort starb er, wurde aber auf dem Münchener Ostfriedhof begraben. Er hinterließ drei Kinder: Karl, geboren 1881, war Bankdirektor und ebenfalls Bürgermeister in Bad Kissingen (1947–1952). Sein zweiter Sohn Clemens, geboren 1883, war Braudirektor der Hasen-Brauerei in Augsburg. Seine Tochter Maria, geboren 1885, heiratete den ehemaligen Maximilianäer und Bankdirektor Kurt Barlet in Ludwigshafen (Bayerische Pfalz).

## Parlamentarier
Fuchs wurde bei den Landtagswahlen 1893 erstmals in die Kammer der Abgeordneten, die zweite Kammer des bayerischen Landtags, gewählt (Wahlkreis Neustadt a. d. Saale). Er gehörte dem Landtag bis zur Revolution 1918 an; Wiederwahlen 1899 und 1905 im Wahlkreis Neustadt a. d. Saale, 1907 und 1912 im Wahlkreis Bad Kissingen. Er gehörte der Fraktion der Zentrumspartei an und kann deren katholisch-konservativem Flügel zugerechnet werden; im Jahr 1912 wurde er in den Fraktionsvorstand gewählt. In der Kammer fungierte Fuchs von 1893 bis 1897 und von 1899 bis 1903 als 3. Schriftführer, seit Januar 1903 als 2. Vizepräsident und seit Oktober 1907 als 1. Vizepräsident. Am 31. Januar 1917 wurde er als Nachfolger des verstorbenen Georg von Orterer zum Präsidenten der Abgeordnetenkammer gewählt. In dieser Funktion legte er nach der Revolution am 12. November und am 8. Dezember öffentlich Protest gegen die Behinderung der Kammer, die er als noch bestehend erachtete, ein.

## Zentrumsprotokolle
Fuchs hat für die Erforschung der bayerischen Landesgeschichte und der Geschichte des Parlamentarismus in Deutschland eine herausragende Bedeutung, weil er von 1893 bis 1914 die Sitzungen der Zentrumsfraktion kontinuierlich protokolliert hat. Eine vergleichbare Quelle existiert für die Zeit vor 1914 für keine andere Landtagsfraktion in Deutschland. Fuchs war für diese Tätigkeit bestens vorbereitet, weil er in seiner Studentenzeit als Stenograph in beiden Kammern des Bayerischen Landtages und im Deutschen Reichstag gearbeitet hatte. Die Protokolle sind in nicht reformierter Gabelsberger-Stenographie verfasst und im Stenographenbüro des Bayerischen Landtags überliefert. Da diese Kurzschrift heute nur mehr von wenigen Menschen gelesen werden kann, kommt dem Regensburger Historiker Dieter Albrecht das Verdienst zu, der Forschung die Protokolle in einer fünfbändigen Edition, kommentiert und durch ein differenziertes Register erschlossen, zugänglich gemacht zu haben.

## Orden und Ehrenzeichen
Fuchs wurde vielfach, auch international, mit Orden und Ehrenzeichen ausgezeichnet. Im Jahr 1901 wurde ihm der Titel „Königlich bayerischer Hofrat“ verliehen und schon 1902 folgte der Ehrentitel „Königlich bayerischer Geheimer Hofrat“. Im Jahr 1910 erhob ihn Prinzregent Luitpold von Bayern durch Verleihung des Ritterkreuzes des Verdienstordens der Bayerischen Krone in den bayerischen persönlichen, nicht vererbbaren Adel. Schließlich wurde ihm im Jahr 1918 der Titel eines „Königlich bayerischen Geheimen Rats“ mit der Anrede „Exzellenz“ verliehen. In Bad Kissingen wurde die Theobald-von-Fuchs-Straße nach ihm benannt und er selbst mit Magistratsbeschluss vom 24. Juli 1917 und Beschluss des Gemeinde-Collegiums vom 25. Juli 1917 zum Ehrenbürger der Stadt ernannt.